# Blas Taracena Aguirre
Blas Taracena Aguirre (Soria, 1º dicembre 1895 – Madrid, 1º febbraio 1951) è stato un archeologo spagnolo.
È stato il direttore del Museo Numantino (Soria, Spagna) e gli scavi di Numancia (Soria). Le sue ricerche si centrano sulle vicinanze della provincia di Soria, anche La Rioja e Navarra.
È stato nominato come Direttore del Museo Archeologico di Madrid nel 1939, e Segretario dell'Istituto del CSIC dal 1943. Da questo punto, Taracena diventerà il principale guida dei due grandi progetti internazionali: le lettere archeologiche di Spagna e il Corpus Vasorum Antiquorum in Spagna.

## Opere
Taracena Aguirre è autore di una estesa bibliografia ed è stato premiato con diverse onorificenze nazionali e internazionali.
Alcune delle sue opere sono:
- Carta arqueológica de España, Soria, 1941.
- Vías romanas del Alto Duero, 1934.
- Reseña histórico-artística de la provincia de Salamanca (postumo, 1982), con César Morán Bardón